# Je, tu, ils
Albums de Zazie
Zen
(1995)
Singles
1. Sucré salé
Sortie : 4 octobre 1992
2. Je, tu, ils
Sortie : 30 mars 1993
3. Un petit peu amoureux
Sortie : 28 septembre 1993

Je, tu, ils est le premier album de la chanteuse Zazie, sorti le 28 septembre 1992.
Parmi les collaborateurs de l’album, se trouvent Pascal Obispo (encore inconnu) et Vincent-Marie Bouvot, le compositeur fétiche de Julie Pietri. Le titre de l’album fait référence à un livre d’Howard Buten (Quand j'avais cinq ans je m'ai tué), un clown psychothérapeute américain spécialiste des problèmes de l’enfance autiste.
L’album a été enregistré dans les studios Real World de Peter Gabriel - que Zazie admire et rencontre à cette occasion - en Angleterre en janvier 1992. 
Le premier single, Sucré salé, connaît un certain succès fin 1992, entrant dans le Top 50 français pour quelques semaines (meilleure place 46e), Zazie avait fait un peu plus tôt dans l'année quelques apparitions à la télévision française en tant que chanteuse dont la première dans l’émission 40° à l’ombre, où elle interprétait ce titre. 
L’album, qui se vendra finalement modestement (on parle de 30 000[réf. souhaitée] exemplaires en trois ans), lui permet d’obtenir une Victoire de la musique au titre de « révélation de l’année » en 1993 et de se produire en première partie de Louis Chedid au Casino de Paris.

## Chansons
| No  | Titre                             | Paroles                      | Musique                      | Durée |
| --- | --------------------------------- | ---------------------------- | ---------------------------- | ----- |
| 1.  | Sucré salé                        | Zazie                        | Vincent-Marie Bouvot / Zazie | 3:29  |
| 2.  | Tomber le masque                  | Zazie                        | Vincent-Marie Bouvot         | 4:37  |
| 3.  | Parmi les sirènes                 | Zazie                        | Jean-Louis Bianchina         | 3:30  |
| 4.  | Je tourne                         | Zazie                        | Vincent-Marie Bouvot         | 3:29  |
| 5.  | Pile ou Face (Heartbreakin' Kind) | Donna De Lory                | George Acogny / Wendy Walker | 4:45  |
| 6.  | Toi le cowboy, moi l’indien       | Kent Cokenstock              | Vincent-Marie Bouvot         | 4:33  |
| 7.  | Je, tu, ils                       | Zazie                        | Zazie                        | 3:45  |
| 8.  | D’jamba                           | Zazie                        | Zazie                        | 4:30  |
| 9.  | Avis au sexe fort                 | Zazie                        | Zazie / George Acogny        | 4:40  |
| 10. | Un petit peu amoureux             | Zazie / Jean-Louis Bianchina | Jean-Louis Bianchina         | 4:12  |
| 11. | On y va (Let’s Go)                | Zazie                        | Vincent-Marie Bouvot / Zazie | 3:42  |
| 12. | 1, 2, 3 soleil                    | Zazie                        | Pascal Obispo                | 4:20  |
| 13. | Snowball                          | Zazie                        | Zazie                        | 4:06  |

## Singles
- Sucré salé - 1992
- Je, tu, ils - 1992
- Un petit peu amoureux - 1993